# Cap Spear
Cap Spear, Cape Spear (anglès), és el punt més a l'est del Canadà (52° 37′ W) i d'Amèrica del Nord, es troba a la Península Avalon a l'illa de Terranova, prop de la seva capital Saint John's
Els portuguesos el van anomenar Cabo da Esperança que es va traduir al francès com Cap d'Espoir (aquests dos noms encara es conserven actualment en portuguès i en francès) i va esdevenir finalment en anglès, per una traducció deficient, Cape Spear.

## Far de Cap Spear

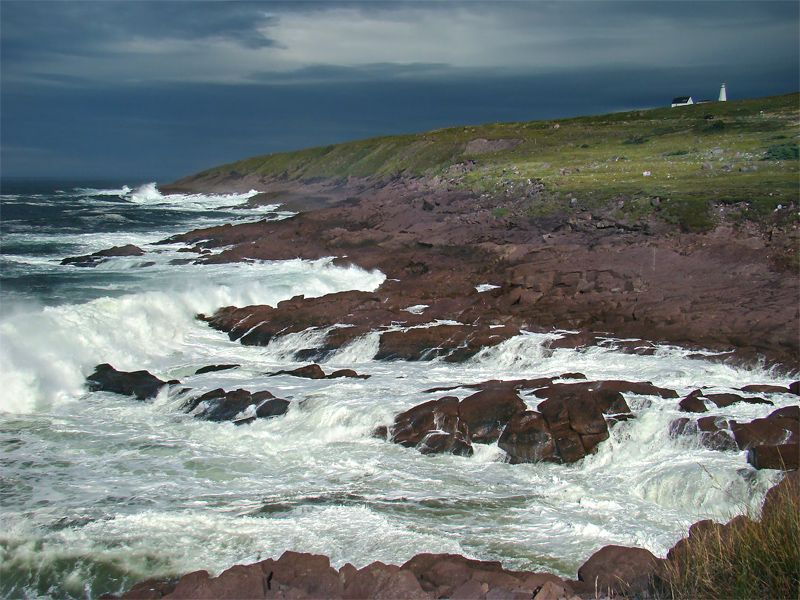
El punt més a l'est del Canadà

### Història

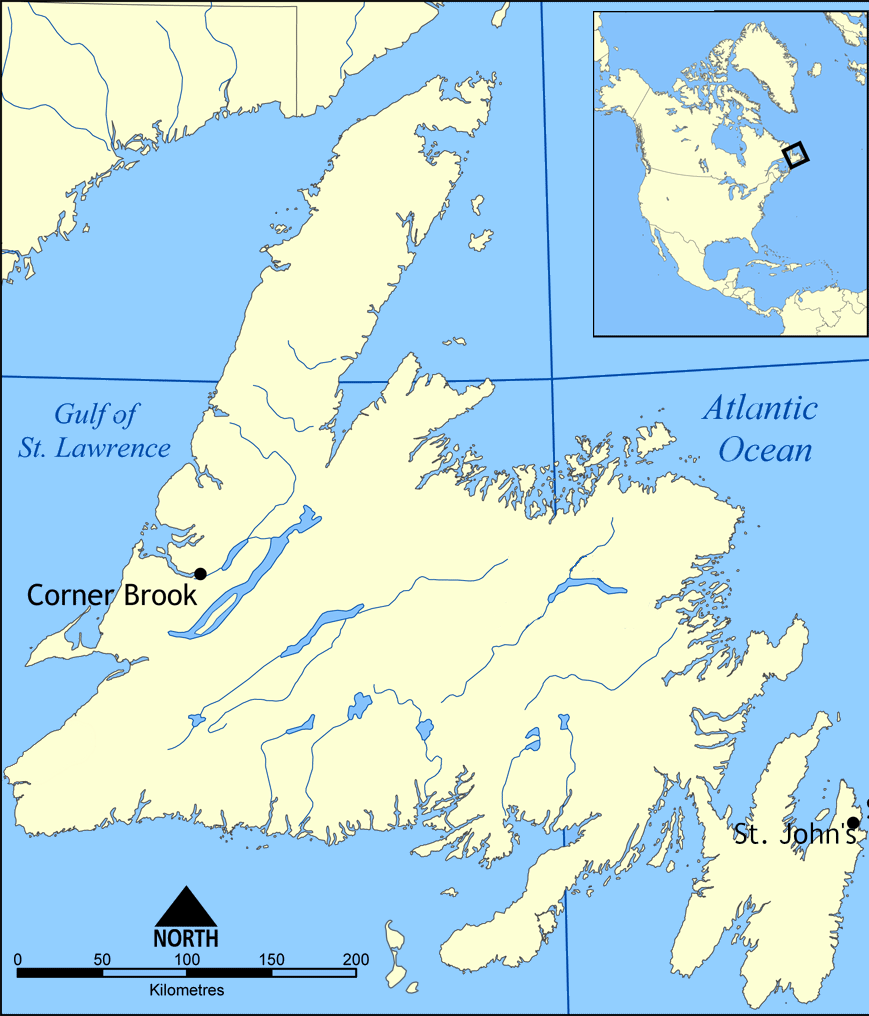
El Cap Spear es troba just al sud-est de Saint John

Funciona un far a Cap Spear des de setembre de 1836. El segon far construït a l'illa de Terranova, el primer va ser el de Fort Amherst que va ser construït el 1810 i situat a l'entrada del port de St. John.
L'edifici del far de cap Spear va ser construït amb fusta i de forma quadrada amb una torre al centre que contenia el llum. Originalment el llum tenia una làmpada del tipus Argand i reflectors corbats. Més tard va ser substituït per lents diòptriques. El combustible per la llum primer va ser el petroli, després l'acetilè i finalment, el 1930, per l'electricitat.
Durant la Segona Guerra Mundial s'hi va instal·lar una bateria de canons per tal de defensar l'entrada al port de Saint John.
El 1955 s'hi va construir un nou far de ciment. Aquest far va ser nomenat Lloc Històric Nacional del Canadà. (National Historic Site of Canada). L'edifici original del far va ser restaurat i obert al públic.